# Willi O. Hoffmann
Willi Otto Hoffmann (München, 1930. június 30. – 2022. augusztus 9.) német üzletember és sporttisztviselő. Az FC Bayern München elnöki posztját 1979 és 1985 között töltötte be.

## Élete
1930. június 30-án munkás család gyermekeként született. 1938-ban fiatalként játszott a Bayern München junior csapatában. 1958-tól 1962-ig az FC Bayern München titkára. 1962-től 1979-ig az egyesület pénztárosa. 1979-ben Wilhelm Neudecker klubelnök lemondását követően megválasztották az FC Bayern München elnökének. 1979-ben hagyományt teremtett: bevezette a bőrnadrág viselését ünnepekkor. 1979-ben ő iktatta be Uli Hoeneßt az FC Bayern München menedzseri posztjába.
1985-ben ingatlanügynöki csalással vádolták. 1985. október 9-én "üzleti problémákra" hivatkozva lemondott az FC Bayern München elnöki posztjáról. Ekkor már egy éve a hatóságok megfigyelése alatt állt. Az FC Bayern München elnöki posztján őt Fritz Scherer követte.
1991-ben 16000 euró büntetésre ítélték. 1993-ban egy év próbaidőre ítélték. A vizsgálatok nem zárultak le ellene. 2003 januárjában 5 év vizsgálatot követően 1 év felfüggesztett börtönbüntetésre ítélték adócsalás vádjával. Az ügyét lezárva visszavonult az üzleti élettől.

## Magánélete
5 gyermeke és 7 unokája van.